# Desmosin
Desmosin ist eine Aminosäure, die aus vier L-Lysin-Molekülen gebildet wird. Desmosin und das verwandte Isodesmosin sind Komponenten des Faserproteins Elastin. 

## Biosynthese
Bei der Biosynthese von Desmosin werden zunächst die endständigen Aminogruppen der L-Lysin-Einheiten durch das Enzym Lysyloxidase (EC 1.4.3.13) zu den entsprechenden ω-Aldehyden oxidiert. Aus Lysin entsteht so Allysin. Der Ringschluss zur Pyridinium-Substruktur entsteht aus drei Allysin-Einheiten und der Aminofunktion eines weiteren Lysin-Moleküls.

## Funktion
Da Desmosin formal eine Vierfach-Aminosäure mit einem zentralen Pyridinium-Ring darstellt, kann sie im Elastin zum Vernetzen von Proteinsträngen dienen. Desmosin und Isodesmosin fluoreszieren bläulich unter UV-Licht und verursachen die gelbe Farbe des Elastins, seine Wasserunlöslichkeit, Hitzestabilität und Resistenz gegen Alkalien und die meisten Proteasen mit Ausnahme von Elastasen.